# Нойон

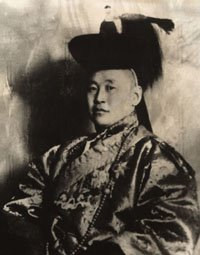
Тугс-Очирын Намнансурэн ― предпоследний Сайн-Нойон-хан

Нойо́н (монг. ноён, тув. ноян, калм. нойон, бур. ноён, якут. тойон, алеут. тойон, тлингит. тойон, каз. ноян — господин, князь) — сословие лично свободных знатных людей в населённых этническими монголами землях. Появилось в XI веке как обозначение главы аристократического рода, затем несколько раз изменяло своё значение в результате образования и распада Монгольской империи, маньчжурского завоевания и пр. Окончательно нойоны как социальная группа исчезли к 1940 году в результате социально-экономических изменений в Монгольской Народной Республике.
У якутов, чукчей и коряков существовало сословие тойонов ― представителей господствующей знати и крупных скотоводов. После присоединения Якутии к Русскому царству часть сословия осталась на высоком положении, заняв ряд правящих должностей. В XIX веке с развитием рыночных отношений из тойонов начал формироваться класс торговой буржуазии в Якутской области.

## История
С XI века нойонами называли глав монгольских аристократических родов, позже название «нойоны» получили представители степной знати. Нойоны также носили различные титулы (к примеру, «сэчэн» ― «мудрый», «батур» ― «богатырь» и пр.), которые были позаимствованы у соседних кочевых народов. С появлением Монгольской империи значение слова «нойон» изменилось: оно стало означать главу военных формирований, таких как сотня или тысяча, а также военного предводителя. Из сыновей нойонов была сформирована личная гвардия монгольских ханов.
После распада Золотой Орды, в XIV―XVII веках, нойоны стали региональными правителями, больше не зависевшими от центральной власти хана. После манчжурского завоевания Китая данные правители лишились политической самостоятельности, которую им удалось восстановить в результате Монгольской национальной революции 1911 года. Однако нойоны были отстранены от власти после Монгольской народной революции в 1921 году и образования Монгольской Народной Республики. Окончательно нойоны как сословие исчезли к 1940 году ввиду социально-экономических преобразований в Монголии.

### Тойоны
В XVII веке в Якутии формируется сословие представителей господствующей знати, получивших название «тойоны». Помимо Якутии, институт тойонства был распространён и среди иных народов Дальнего Востока, таких как чукчи и коряки. Они отличались наличием больших стад в собственности и ведением собственного хозяйства. Вхождение Якутии в состав Русского государства способствовало развитию феодализма у саха и превращению тойонов в феодальную аристократию. После утверждения «Устава об управлении инородцев» в 1822 году значение тойонов как «опоры» администрации императора в Якутии было усилено. В 1827 году была создана Якутская степная дума, в состав которой вошли тойоны, однако после попыток обрести политическую независимость дума была упразднена в 1838 году. Во 2-й половине XIX века из тойонов начал формироваться класс торговой буржуазии вследствие развития капиталистических отношений в Якутии.
По мнению некоторых исследователей (Л. Г. Левенталя, С. А. Токарева и пр.), предшественниками сословия тойонов были предводители военных дружин, превратившиеся к XVII веку в крупных скотоводов и глав знатных родов. Г. П. Башарин считал, что предшественниками тойонов были представители родовой аристократии, «которым принадлежала власть родовых старейшин и военных предводителей». В полной зависимости от тойонов находились такие категории населения, как захребетники, холопы (носившие местное название «кулуты») и т.д. Часть сословия тойонов после присоединения Якутии к Русскому царству превратилась в ряд правящих должностей, например, в улусных глав, старшин, старост и иных. В этом смысле понятие было распространено русскими сборщиками ясака и промышленниками РАК на многие народы Сибири, Дальнего Востока и Аляски (например, на индейцев-тлинкитов, предводителей которых также называли тойонами).